# Брваце
Брваце (словен. Brvace) мало насеље северозападно од Гросупља у централној Словенији покрајина Долењска. Општина припада регији Средишња Словенија.
Налази се на надморској висини 347,7 м, површине 0,55 км². Приликом пописа становништва 2002. године насеље је имало 77 становника.
Капелица у северном делу насеља датира из 19. века.